# 大安寺站
大安寺站（日语：／ Daianji eki */?）是位於岡山縣岡山市北區大安寺中町5番29號，西日本旅客鐵道（JR西日本）的吉備線（桃太郎線）車站。車站編號為JR-U03。

## 歷史
- 1914年（大正3年）2月25日 - 中國鐵道（日语：中鉄バス）的股東之一，售票榻榻米批發商的富商間野氏開設此臨時停留場。
- 1915年（大正4年）7月1日 - 升級至停留場。
- 1925年（大正14年） - 設置了長月台以便運送榻榻米。
- 1928年（昭和3年）11月23日 - 正式升級至車站。
- 1944年（昭和19年）6月1日 - 中國鐵道的鐵路部門被國有化，成為國有鐵道吉備線車站。
- 1971年（昭和46年）11月1日 - 成為無人車站（簡易委託）。
- 1987年（昭和62年）4月1日 - 伴隨國鐵分割民營化，車站由西日本旅客鐵道（JR西日本）營運。
- 2007年（平成19年）
  - 7月26日 - 設置可支援ICOCA的簡易型自動閘機。
  - 9月1日 - 此站可使用IC卡「ICOCA」。

## 車站構造
車站是一座地面車站，設有1面2線的島式月台，可進行列車交會。月台與車站大樓之間設有站內平交道連接，大樓內設有候車室、簡易自動閘機和自動售票機（可支援ICOCA）。在車站大樓外面設有男女共用濕廁。
此站是由岡山站管理的無人車站。此站可使用ICOCA與其可互相使用的IC卡。

### 月台
| 月台 | 路線     | 上下行 | 方向               |
| ---- | -------- | ------ | ------------------ |
| 1    | 桃太郎線 | 上行   | 岡山方向           |
| 2    | 桃太郎線 | 下行   | 備中高松、總社方向 |

- 在上述的路線名稱中，採用了乘客資訊上稱呼的（愛稱）名字。
- 長久以來此站沒有編排月台編號，在制定路線愛稱後編排月台編號。

## 使用狀況
以下為近年1日平均乘車人次列表：
| 乘車人次變化 | 乘車人次變化    |
| 年度         | 1日平均乘車人次 |
| ------------ | --------------- |
| 1999         | 317             |
| 2000         | 312             |
| 2001         | 346             |
| 2002         | 341             |
| 2003         | 351             |
| 2004         | 356             |
| 2005         | 339             |
| 2006         | 266             |
| 2007         | 277             |
| 2008         | 270             |
| 2009         | 272             |
| 2010         | 256             |
| 2011         | 261             |
| 2012         | 276             |
| 2013         | 286             |
| 2014         | 301             |
| 2015         | 318             |
| 2016         | 335             |
| 2017         | 343             |
| 2018         | 341             |

## 車站周邊
車站周邊都是密集的住宅區，該區的道路比較狹窄。此站南邊400米處設有與吉備線並行的岡山縣道242號川入巖井線，沿縣道上設有許多路邊商店。另外，岡山縣立岡山大安寺中等教育學校距離此站1公里，該校也比較接近山陽本線北長瀨站。
- 博多綜合車輛所岡山分所（前岡山新幹線運輸所（日语：岡山新幹線運転所））
- 岡山市立大野小學（日语：岡山市立大野小学校）
- 岡山縣岡山西警署（日语：岡山西警察署）
- 岡山市西消防署
- 天滿屋Happy（日语：天満屋ストア#天満屋ハピーズ）大安寺店

## 相鄰車站
西日本旅客鐵道（JR西日本）
 桃太郎線（吉備線）
備前三門（JR-U02）－大安寺（JR-U03）－備前一宮（JR-U04）

## 注腳
1. ↑  岡山縣統計年報

## 外部連結
- 大安寺｜車站資訊：JR出門網 - 西日本旅客鐵道（日語）